# Cleidogona laquinta
Cleidogona laquinta är en mångfotingart som beskrevs av Shear 1972. Cleidogona laquinta ingår i släktet Cleidogona och familjen Cleidogonidae. Inga underarter finns listade i Catalogue of Life.